# Junkers G 31
El Junkers G 31 era un avanzado trimotor de transporte comercial, producido en pequeño número en Alemania por la firma Junkers Flugzeugwerk AG  en la década de 1920. Al igual que otros tipos de Junkers, era un monoplano en voladizo de construcción metálica y ala baja. En comparación con los aviones modernos, el revestimiento de metal de duraluminio corrugado, tan típico de los aviones Junkers, hoy parece inusual; sin embargo, a mediados de la década de 1920, la construcción totalmente metálica y una configuración aerodinámicamente 'limpia' fueron considerados notables.

## Desarrollo
La compañía Junkers quiso aprovechar el éxito comercial del trimotor Junkers G 24 con un nuevo diseño que sería más grande, de mayor comodidad para los pasajeros y más sencillo de operar y mantener
El G 31 fue el primer avión de pasajeros de Deutsche Luft Hansa en contar con una azafata (Wagner p. 264), que servía comida y bebidas (no eran gratuitas). Esto le valió al G 31 el sobrenombre de "coche comedor volador" ("fliegender Speisewagen" en alemán). Debido a su amplio fuselaje, también se le llamó "camión de mudanzas volador" ('fliegender Möbelwagen' en alemán). Detrás de la cabina estaban los compartimentos para el radio operador, equipaje y una APU que proporcionaba aire comprimido para el arranque del motor principal y movía un generador eléctrico. La cabina estaba dividida en tres secciones que contenían once asientos de pasaje fijos, cuatro asientos plegables para pasajeros, otro asiento, también plegable para el mayordomo y/o azafata y un baño cerrado; en lugar de los asientos de pasajeros, la cabina se podía convertir para una capacidad de diez literas en vuelos de nocturnos y contaba con una bodega de carga y equipaje debajo de la cabina. Las alas tenían flaps que reducían la velocidad de aterrizaje en un 10 %.(Wagner p. 267)
En un principio, el profesor Hugo Junkers , solicitó que el G 31 contara con un tren de aterrizaje retráctil; sin embargo, después de extensos experimentos en el túnel de viento, el jefe del equipo de diseño Ernst Zindel , persuadió al profesor Junkers de que la ganancia de velocidad proporcionada por la reducción de la resistencia del aire no superaría el peso al costo y la complejidad del tren de aterrizaje retráctil por los simples carenados de ruedas. El patín de cola incorporó un rodillo para evitar daños en los aeródromos de césped.(Wagner p. 262–263)
La motorización prevista consistía en tres motores Junkers L5 ; estos no resultaron lo suficientes potentes, por lo se sugirió utilizar el motor en W de doce cilindros Napier Lion , considerado el mejor motor de la época (el mejor motor para el mejor avión). Sin embargo, la compra resultaba demasiado costosa, dado que habría tenido que pagarse en moneda convertible, no en  reichsmarks . La mayoría de los G 31 volaron con motores radiales extranjeros enfriados por aire en el rango de 500 hp, que fueron fabricados bajo licencia en Alemania (ver la lista de variantes a continuación).(Wagner p. 265–267)

## Historia operacional
Originalmente, el G 31 había sido diseñado para equipar la propia aerolínea de Junkers, Junkers Luftverkehr AG, pero esta empresa a raíz del fracaso de sus negocios en la URSS, el Reich alemán solicitó la transferencia de las acciones de Junkers Luftverkehr AG contra la asunción de las deudas. Junkers tuvo que cumplir con este requisito, por lo que Junkers Luftverkehr AG hubo de fusionarse con Deutsche Aero Lloyd para formar Deutsche Luft Hansa en enero de 1926, y la nueva aerolínea solo compró ocho G 31 entre 1926 y 1929, comenzando sus operaciones en mayo de 1928. La mayoría de ellos se convirtieron a la mejorada variante G 31fo en 1931. Fueron utilizados en las rutas de largo alcance de Deutsche Luft Hansa, particularmente en operaciones de vuelo nocturno a Escandinavia equipado con literas. En 1928, Luft Hansa instaló una pequeña cocina en algunos G 31 y se introdujo un servicio de comidas a bordo. El G3 1 fue utilizado por Luft Hansa hasta 1935, cuando la mayoría de ellos fueron reemplazados por el Junkers Ju 52. Los G 31 restantes se transfirieron al Reichlufthartministerium (RLM) y posteriormente desguazados. 

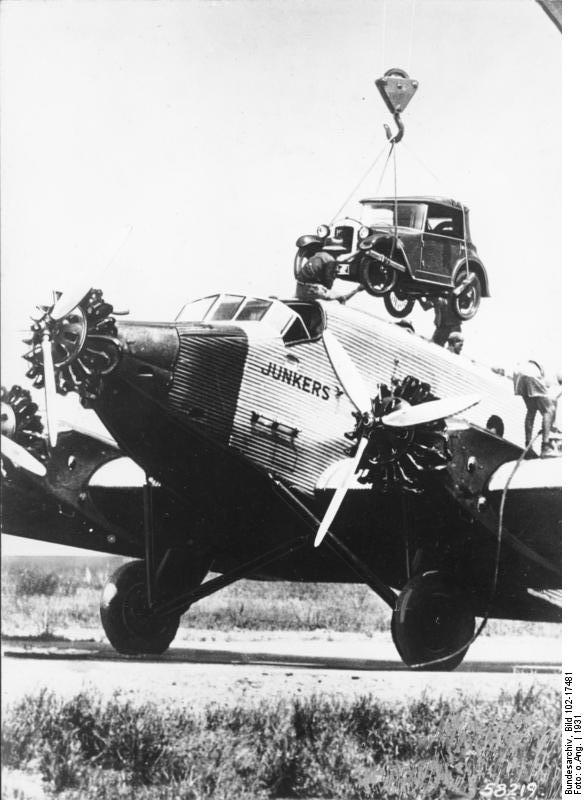
Junkers G 31go de Guinea Airways en Nueva Guinea

El G 31 también se vendió a Austria. Otros cuatro G 31 se vendieron en Australia para tareas de carga en Nueva Guinea. Operados por Guinea Airways Pty Ltd., uno era propiedad de la propia aerolínea, mientras que los otros tres eran propiedad de la empresa minera Bulolo Gold Dredging Ltd. Propulsados por motores Pratt & Whitney R-1690 Hornet y diferían de los otros aviones G 31 en tener la cabina de pilotos abierta y una gran escotilla en el techo del fuselaje para acomodar la carga voluminosa a través de una grúa. En una operación en particular, los G 31 se usaron para transportar por aire ocho dragas de 3000 toneladas (en partes) de Lae a Bulolo . Tres de los aviones fueron destruidos en Bulolo en un ataque aéreo japonés el 21 de enero de 1942, y el avión restante fue transferido a la Real Fuerza Aérea Australiana  diez días después, el 31 de octubre de ese año, este avión (n/c 3010, registro VH-UOW) sufrió graves daños en un accidente en Laverton, Melbourne, después de salirse de la pista, chocó y destruyó el automóvil del Ministro del Aire. Aunque la RAAF lo juzgó irreparable, eventualmente volvió a sus anteriores cometidos de carga en Nueva Guinea durante algún tiempo después de la guerra.
A diferencia del anterior Junkers G 24, el G 31 no fue un éxito comercial, solo se vendieron trece entre 1926 y 1931 en comparación con los 54 G 24 civiles (más 30 versiones militares).(Wagner p. 267) Una de las razones fue la absorción de Junkers Luftverkehr por Deutsche Luft Hansa en enero de 1926; las otras, fueron a causa del desarrollo continuo del Junkers G 24 , del cual el G 24he ofrecía casi el mismo rendimiento que el G 31, pero, con solo el 60% en costos de operación, añadido a su mayor precio de compra.

## Variantes
G 31.1
prototipo con tres motores Junkers L5
G 31.2
similar al G 31.1 con motor central reemplazado por un BMW VI
G 31ba / 1926
versión de producción del G 31.2 - 3 Junkers L5 (230 kW)
G 31ce, de / 1928
versión con tres motores Gnôme et Rhône Jupiter (308 kW), cabina cerrada y doble deriva
G 31fe / 1928
versión con tres motores Siemens-Halske Sh 20 (380 kW)
G 31fi / 1929
versión con tres motores Siemens-Halske Sh 20 (380 kW), alas y fuselaje agrandados
G31fo, fu
versión con tres motores BMW Hornet (386 kW)
G 31ho
G 31fo con motor central reemplazado por BMW Hornet
G 31go
versión de carga para Nueva Guinea Airways con cabina abierta y escotilla de carga de 3,60 m × 1,50 m en el techo

## Usuarios
Alemania
 República de Weimar
- Deutsche Luft Hansa

 III Reich
- Deutsche Luft Hansa

 Australia
- Territorio de Papúa y Nueva Guinea
  - Guinea Airways Pty Ltd.
  - Bulolo Gold Dredging Ltd.
- Real Fuerza Aérea Australiana

## Especificaciones técnicas (G 31fo)
Referencia datos: Wagner p. 269

### Características generales
- Tripulación: dos pilotos, radio operador y mayordomo
- Capacidad: 15 (vuelos diurnos) \ 10 (vuelos nocturnos)
- Longitud: 16,50 m
- Envergadura: 30,50 m
- Altura: 6,00 m
- Superficie alar: 102 m²
- Peso vacío: 5250 kg
- Peso máximo al despegue: 8500 kg
- Planta motriz: 3× motor radial de nueve cilindros refrigerado por aire BMW Hornet.
  - Potencia: 386 kW (532 HP; 525 CV) cada uno.

### Rendimiento
- Velocidad nunca excedida (Vne): 210 km/h
- Velocidad crucero (Vc): 170 km/h
- Alcance: 850 km
- Techo de vuelo: 4400 m
- Régimen de ascenso: 3 m/s

## Aeronaves de características, uso y época similares
- Armstrong Whitworth Argosy
- de Havilland DH.66 Hercules
- Handley Page Tipo W
- Ford Trimotor
- Fokker F.VII